# Alina Rotaru-Kottmann
Alina Rotaru-Kottmann (Bucarest, 5 de junio de 1993) es una deportista rumana que compite en atletismo. Ganó una medalla de bronce en el Campeonato Mundial de Atletismo de 2023, en la prueba de salto de longitud.

## Palmarés internacional
| Campeonato Mundial | Campeonato Mundial | Campeonato Mundial | Campeonato Mundial |
| Año                | Lugar              | Medalla            | Prueba             |
| ------------------ | ------------------ | ------------------ | ------------------ |
| 2023               | Budapest (Hungría) | Medalla de bronce  | Salto de longitud  |